# ماسا دالبه
ماسا دالبه (به ایتالیایی: Massa d'Albe) یک کومونه در ایتالیا است که در استان لاکویلا واقع شده‌است. ماسا دالبه ۶۸٫۳۳ کیلومتر مربع مساحت و ۱٬۴۷۰ نفر جمعیت دارد و ۸۶۵ متر بالاتر از سطح دریا واقع شده‌است.